# برجيوس
برجيوس C.C. Bergius هو الاسم الأدبي ل إيجون ماريا تسيمر Egon-Maria Zimmer (ولد في بور في منطقة فيستفالن في 2 يوليو 1910- مات في فادوس في ليشتنشتاين في 23 مارس 1996) هو كاتب روائي ألماني.

## حياته
انخرط إيجون ماريا تسيمر منذ عام 1933 في مجال الطيران، أولا في تدريس الطيران، ثم مساعد طيار مع بداية الحرب العالمية الثانية، ثم قبطان طائرة في عام 1941. وبعد انتهاء الحرب اتجه إلى الكتابة الأدبية، وأسس دار نشر. وقد نالت كتبه ورواياته نجاحا كبيرا، فقد ترجمت أعماله إلى حوالي 19 لغة، وبيع من مجموعة أعماله الكاملة حوالي 11 مليون نسخة.
وقد استعار إيجون اسمه الأدبي من فريدريش برجيوس, الحائز على جائزة نوبل في الكيمياء، لابتكاره طريقة إسالة الفحم الحجري إلى البنزين.

## من أعماله
- سقوط في البرية 1951
- شارع الطيارين 1958
- المزورون 1961
- الرمل الساخن 1962
- التمساح الأبيض 1965
- الميدالية 1971
- على الجانب الآخر من جوبي 1989

## روابط خارجية
- برجيوس على موقع IMDb (الإنجليزية)
- برجيوس على موقع مونزينجر (الألمانية)